# David Rudisha
David Lekuta Rudisha, kenijski atlet, * 17. december 1988, Kilgoris, Kenija.
David Rudisha je tekač na srednje proge. Trenutno je aktualni olimpijski prvak v teku na 800 metrov in svetovni rekorder na tej razdalji, leta 2011 je postal tudi svetovni prvak. Rudisha je prvi človek, ki je pretekel razdaljo 800 metrov v času pod 1 minuto in 41 sekund. Osvojil je tudi tri zaporedne nagrade za atleta leta revije Track & Field News in leta 2010 nagrado za atleta leta mednarodne atletske zveze.

## Zgodnje življenje
Rodil se je v Kilgorisu v kenijskem okrožju Narok. Obiskoval je Kimuronovo srednjo šolo svetega Patrika v Itnu, ki je že znana po poučevanju več svetovno znanih tekačev, kot je na primer Wilson Kipketer, nekdanji svetovni rekorder na 800 metrov. Kot dečka sta ga za tek navdušila njegov oče Daniel Rudisha, ki je kot član kenijske reprezentance v štafetni ekipi na 4x400 metrov osvojil srebrno medaljo na olimpijskih igrah v Mehiki leta 1968, ter mama Naomi, ki je tekla na 400 metrov z ovirami.
Poročil se je z ljubeznijo iz otroštva, Lizzy Naanyu, 31. januarja 2010 se jima je rodila hčerka Charlene. Ko ne trenira z ženo živita na obrobju Eldoreta v Itnu. Pravi, da motivacijo za trening pridobiva od Konchellah, Japheth Kimutai in Yiampoy, treh velikih kenijskih tekačev.

## Kariera
Rudisha je svojo tekaško kariero začel leta 2004. V zadnjem letu osnovne šole se je uvrstil na okrožno in regijsko prvenstvo, a na državno prvenstvo se mu ni uspelo prebiti. Leta 2005 se je povezal z irskim trenerjem, bratom Colma O’Connella na šoli svetega Patrika v Itnu, ki ga je vpisal v Kimuronovo srednjo šolo zato, da je lahko treniral na posestvu svetega Patrika. Tistega leta je Rudisha zastopal Kenijo na vzhodnoafriškem prvenstvu v Tanzaniji na 400 metrov in s časom 48,2 sekunde osvojil srebrno medaljo. Trener Colm O'Connell ga je opazoval na treningu ter mu svetoval naj namesto 400 metrov teče 800. Tako se je rodila nova zvezda.
Leta 2006 je postal svetovni mladinski prvak na 800 metrov v Pekingu in dve leti kasneje še afriški prvak na 800 metrov na afriškem prvenstvu v Adis Abebi.
Leto 2010 je začel z novim osebnim rekordom na 400 metrov (45,50) v Sydneyju 27. februarja. Pet dni kasneje v Melbournu je pokazal svojo dobro formo s časom 1:43,15 na 800 metrov. Diamantno ligo v Dohi je 14. maja začel s časom 1:43,00 na 800 metrov, temu pa je sledil čas 1.44,03 v Ostravi. 22. avgusta je popravil rekord Wilsona Kipketra na 800 metrov, ki je stal skoraj 13 let, s časom 1.41,09 v Berlinu. Teden kasneje je v Rietiju postavil nov svetovni rekord na 800 metrov s časom 1:41,01.
Še drugič je osvojil zlato medaljo na afriškem prvenstvu leta 2010 in tako tudi postal najmlajši atlet vseh časov, ki je prejel nagrado za atleta leta mednarodne atletske zveze in še nagrado za kenijskega športnika leta. Poleg tega je osvojil še zlato medaljo na afriškem kontinentalnem pokalu.
Rudisha je nadaljeval vrsto izjemnih dosežkov z zlato medaljo na svetovnem prvenstvu v Daeguju 2011. V prihodnjem letu je za 2012 Adidas Grand Prix v New Yorku postavil nov ameriški rekord tujcev s časom 1:41,74. Po tem si je zagotovil nastop na olimpijskih igrah v Londonu in skozi kvalifikacije pritekel s časom 1:42,12, kar pa je bilo le ogrevanje pred glavnim dogodkom na teh igrah. V finalu teka na 800 metrov je Rudisha vodil od starta do cilja in osvojil zlato medaljo s tekom, ki je bil označen za »največjo tekmo na 800 metrov vseh časov«. Tako je postal prvi človek, ki je to razdaljo pretekel pod 1 minuto in 41 sekund ter prvi, ki je osvojil olimpijsko zlato s svetovnim rekordom od leta 1976.
Leta 2013 Rudisha zaradi poškodbe ni mogel tekmovati. Leta 2014 je imel težak start, ko je v Eugenu končal na sedmem mestu, ampak uprizoril izvrstno vrnitev, ko je zasedel prvo mesto v Glasgowu in New Yorku na mitingih diamantne lige.